# Zhejiangopterus
Zhejiangopterus is een geslacht van uitgestorven pterosauriërs, behorend tot de groep van de Pterodactyloidea, dat leefde tijdens het Laat-Krijt in het gebied van het huidige China.

## Vondst en naamgeving
De soort Zhejiangopterus linhaiensis is in 1994 benoemd en beschreven door twee vrouwelijke Chinese paleontologen, Cai Zhengquan en Wei Feng. De geslachtsnaam verwijst naar de provincie Zhejiang en verbindt de naam daarvan met een gelatiniseerd Oudgrieks pteron, 'vleugel'; de soortaanduiding verwijst naar de stad Linhai.

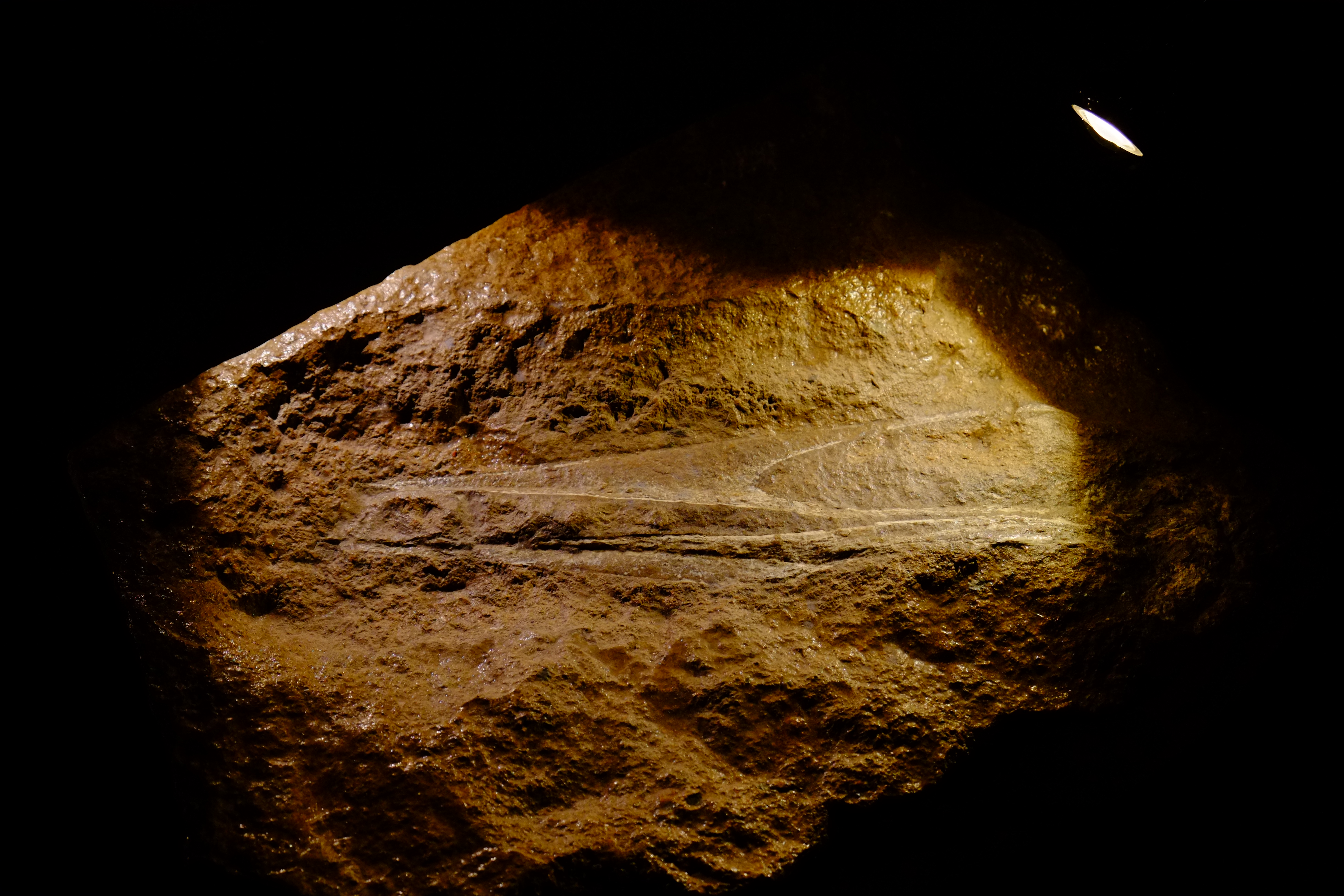
Een stuk snuit en onderkaken

Een jonge arbeider, Xu Chengfa, vond in april 1986 in een kalksteengroeve bij het dorp Aolicun, dus in Zhejiang, bij het splijten van een plaat een bijna compleet skelet. Door Xu via een brief op de vondst gewezen, begreep de directeur van het natuurhistorisch museum van Zhejiang te Hangzhou, Ming Hua, dat het om een nog onbekende pterosauriër moest gaan. Daarom zond hij een team bestaande uit de latere beschrijvers en Wu Weitang om de zaak te onderzoeken. Zij stelden het fossiel veilig en met medewerking van de lokale autoriteiten, die de groeve onder politietoezicht stelden om het plunderen van fossielen te voorkomen, instrueerden zij de bevolking alert te zijn op verdere vondsten. Xu zelf bleek daarin het enthousiastst en het lukte hem om, naast fragmenten, nog drie andere grote exemplaren te bergen voordat hij in 1988 door een ongeluk om het leven kwam; een collega van hem vond een complete schedel. Vanaf 1990 werden de opgravingen voortgezet met steun van de nationale overheid.
Van de soort waren tot 1994 zes grotere fossielen gevonden in de Tangshangformatie, een laag, 81,5 miljoen jaar oud, uit het Campanien; tezamen vertegenwoordigen ze het grootste deel van het skelet. De fossielen zijn sterk platgedrukt. De resten van de zachte delen van sommige van deze skeletten waren bewaard gebleven, waaronder de vlieghuid. Het holotype, ZMNH M1330 , deel van de collectie van het Zhejiang Museum of Natural History, bestaat uit de afdruk van een vrijwel complete schedel, 287 millimeter lang. Dit is van een juveniel exemplaar; de andere vondsten zijn van individuen die dubbel zo groot zijn. Daarnaast zijn als paratypen toegewezen: ZMNH M1325, een vrij compleet skelet maar zonder de schedel; ZMNH M1328, een vrij compleet skelet en ZMNH M1329, een fragmentarisch skelet.

## Beschrijving

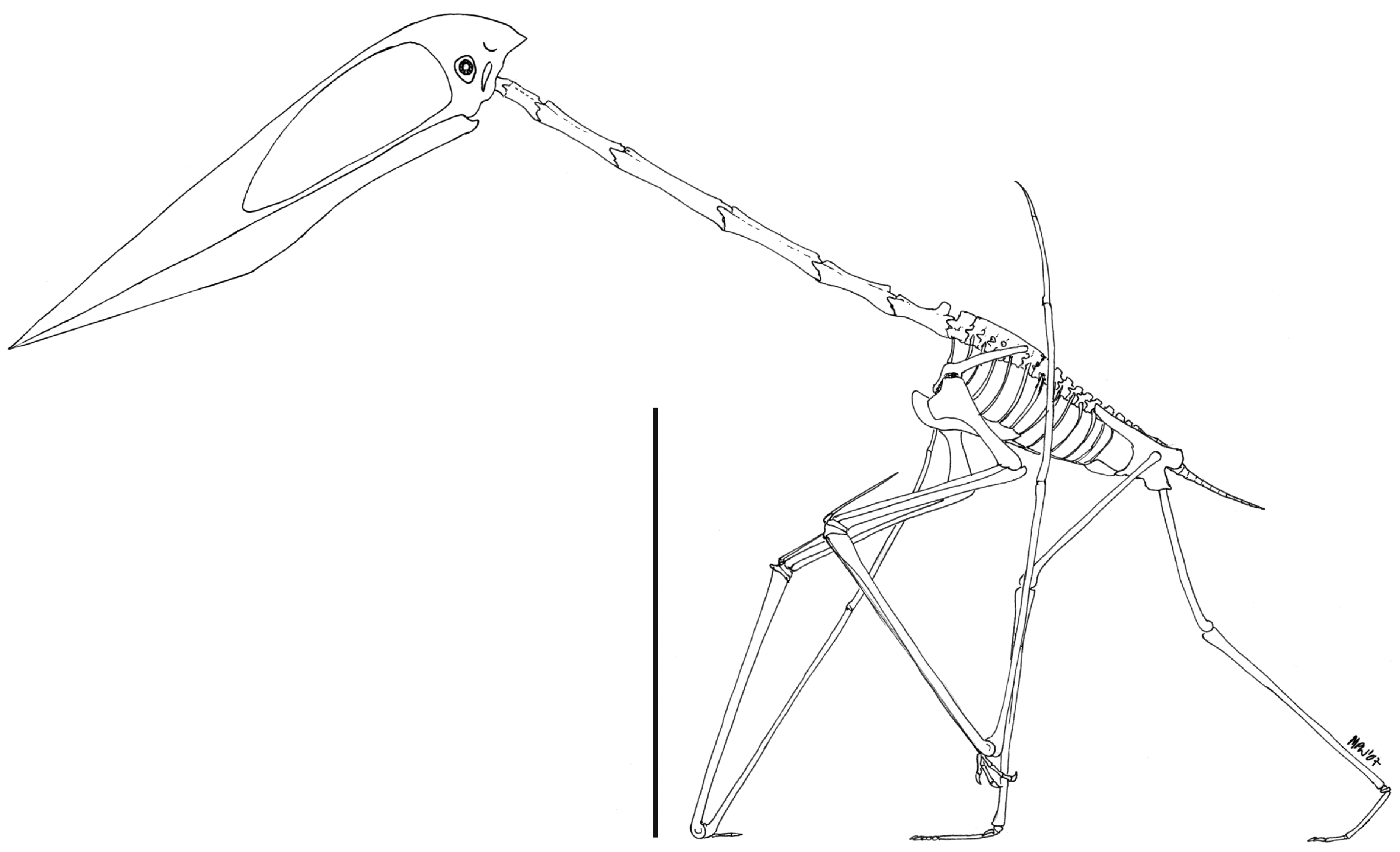
Een reconstructie van het skelet in loopstand door Mark Paul Witton

Zhejiangopterus is een middelgrote pterosauriër. De beschrijvers gingen in 1994 nog uit van een vleugelspanwijdte van vijf meter; latere schattingen brachten dat terug tot een meer bescheiden vlucht van een drie à drieënhalve meter. Mark Paul Witton schatte in 2008 het gewicht bij een vlucht van 290 centimeter op 9,29 kilogram.
De vleugelbeenderen zijn robuust maar relatief kort. De schedel is zeer lang en achteraan vrij hoog; in een geleidelijke bolling loopt hij naar voren af in een spitse punt. Er is geen schedelkam. De oogkassen zijn klein en liggen vrij laag. De kaken zijn tandeloos. De vergroeide onderkaken zijn achteraan tamelijk ondiep, verwijden zich plots naar het midden toe om naar voren in een rechte punt uit te lopen. De zeven halswervels zijn zeer langgerekt zonder nekribben; de zes voorste ruggenwervels zijn vergroeid tot een notarium, de vijf of zes bekkenwervels tot een sacrum. De staart is kort met drie of vier staartwervels. Het borstbeen is dun en plat met een lage kiel. Zes rijen buikribben zijn bewaard gebleven en ook de prepubes. De achterpoten zijn vrij lang en slank.

## Fylogenie
De schrijvers van het benoemende artikel plaatsten Zhejiangopterus in de Nyctosauridae, maar de reden daartoe was eigenlijk alleen dat ze de soort met enige andere tandeloze vorm in verband wilden brengen en in hun instituut alleen gegevens hadden van Pteranodon en Nyctosaurus! Ze betreurden het dat ze het niet gelukte een vergelijking met Quetzalcoatlus te maken.
Inderdaad toonde David Unwin, een echte fylogenie berekenend, in 1997 aan dat de soort daaraan nauw verwant was en Zhejiangopterus dus in de Azhdarchidae geplaatst moest worden, waarmee hij de belangrijkste synapomorfieën deelt. Hij is de tot nu toe best bekende azhdarchide.